# Guillaume-Joseph Chaminade
Blahoslavený Guillaume-Joseph Chaminade (8. dubna 1761, Périgueux – 22. ledna 1850, Bordeaux) byl francouzský kněz, zakladatel kongregace Společnost Marie a Dcer Neposkvrněné Panny Marie.

## Život
Narodil se 8. dubna 1761 v Périgueux ve velice věřící rodině. Ve 14 letech soukromě složil slib čistoty, chudoby a poslušnosti. O 2 roky později se svým bratrem Louis Xavierem vstoupil do kněžského semináře. V roce 1785 byl vysvěcen na kněze pro diecézi Bordeaux. Během francouzské revoluce byli kněží, kteří se odmítli podřídit Občanské ústavě duchovenstva, vyhnáni, ale on tam zůstal. Roku 1797 byl vyhnán z Francie a odstěhoval se do Španělska. Měl velkou úctu k Panně Marii která mu dodávala sílu k jeho kněžské službě. Roku 1816 založil kongregaci Dcer Neposkvrněné Panny Marie spolu s Adèle de Batz de Trenquelléon (u které v současné době také probíhá proces svatořečení), a roku 1817 Společnost Marie. Zemřel dne 22. ledna 1850 v Bordeaux.

## Proces svatořečení
Tento proces začal roku 1909 v arcidiecézi Bordeaux. Dne 18. října 1973 ho papež sv. Pavel VI. prohlásil ctihodným. Zázrak na jeho přímluvu byl potvrzen papežem sv. Janem Pavlem II. dne 20. prosince 1999 a blahořečen byl dne 3. září 2000 na Náměstí svatého Petra spolu s Janem XXIII., Columbem Marmionem, Piem IX. a Tommasem Reggiem. Druhý zázrak na jeho přímluvu se zkoumá ve Vatikánu, tento zázrak se stal v Saint Louis, kde se uzdravila žena z rakoviny kostí.